# 카롤 보르수크
카롤 보르수크(폴란드어: Karol Borsuk, 1905–1982)는 폴란드의 수학자이다. 위상수학을 연구하였다.

## 생애
1905년 5월 8일 폴란드 바르샤바에서 태어났다. 석사 학위를 바르샤바 대학교에서 1927년에 수여받았고, 같은 대학교에서 박사 학위를 1930년에 수여받았다. 지도 교수는 스테판 마주르키에비치였다. 이후 바르샤바 대학교에서 교수로 있었다.
1939년~1945년 동안 폴란드가 나치 독일의 지배 아래 있을 때, 보르수크는 실직하였다. 생계를 유지하기 위하여, 보르수크는 《동물 사육》(폴란드어: Hodowla zwierzątek)이라는 주사위 게임을 고안하였고, 보르수크의 아내 조피아(폴란드어: Zofia)가 게임 보드를 직접 손으로 만들어 팔았다. 이는 12면체 주사위를 사용한 최초의 게임 가운데 하나이며, 현재까지도 출판되고 있다.
전후 1952년에 폴란드 과학 아카데미의 회원이 되었다. 1982년 1월 24일 바르샤바에서 사망하였다.